# کیگان آلن
کیگان آلن (انگلیسی: Keegan Allen؛ زادهٔ ۲۲ ژوئیهٔ ۱۹۸۹) یک هنرپیشه، موسیقی‌دان و عکاس اهل ایالات متحده آمریکا است. وی از سال ۲۰۰۲ میلادی تاکنون مشغول فعالیت بوده‌است.

## گزیده فیلمشناسی
از فیلم‌ها یا برنامه‌های تلویزیونی که وی در آن نقش داشته‌است می‌توان به آثار زیر اشاره کرد.
- پالو آلتو (فیلم ۲۰۱۳) (۲۰۱۳)
- خشم و هیاهو (فیلم ۲۰۱۴) (۲۰۱۴)
- شاه کبرا (فیلم ۲۰۱۶) (۲۰۱۶)
- در نبردی مشکوک (فیلم ۲۰۱۶) (۲۰۱۶)
- راه فراری نیست (فیلم ۲۰۲۰)
- بوکوفسکی (فیلم ۲۰۱۵) (۲۰۱۵)
- دروغ‌گوهای کوچک زیبا (۲۰۱۰–۲۰۱۷)
- سی‌اس‌آی (۲۰۱۱)